# Eclesiastès
L'Eclesiastès o Cohèlet (hebreu, קֹהֶלֶת, Kohélet, "congregador"), també conegut com a Llibre del Predicador, és un llibre de l'Antic Testament de la Bíblia i del Tanakh, dintre del grup anomenat sapiencial o didàctic o Ketuvim, ja que el seu contingut és un recull de lleis i proverbis populars que van servir de guia als cristians i jueus. En l'ordenació de la Bíblia, l'Eclesiastès segueix els Proverbis i precedeix el Càntic dels Càntics, mentre que a la Bíblia jueva es troba entre aquests dos mateixos llibres, però en ordre invers: abans té el Càntic dels Càntics, i després el dels Proverbis.
Cal no confondre'l amb el Llibre de l'Eclesiàstic o Siràcida.

## Autor
L'Eclesiastès és un llibre post exili; l'autor s'anomena a si mateix "Fill de David" i "Rei de Jerusalem", Eclesiastès 1:12, atribuït tradicionalment, al rei Salomó.
Avui es creu que es tracta tan sols de figures retòriques i no d'una veritat històrica, entre altres coses perquè era habitual atribuir a Salomó tota obra filosòfica eminent de la qual es desconeixia el seu autor, com era també normal atribuir a David qualsevol peça lírica en el mateix cas. L'estil literari i l'ús de la llengua l'ubica en temps del rei persa Cir. Els estudiosos no creuen que el llibre hagi estat compost ni per un rei de Jerusalem de la Casa de David ni per un fill d'aquest i, per tant, avantpassat de Jesucrist.

## Nom del llibre
Eclesiastès no és un nom propi, sinó un títol que s'atribueix l'autor. El nom del llibre en hebreu, Kohélet, deriva de kahal (קַהַל, "públic, congregació"); és a dir, "el que parla a l'assemblea de fidels" (llatí, ecclesia) o "predicador". Aquesta funció religiosa és comunament coneguda pel seu nom llatí: Ecclesiastes o Eclesiastès.

## Contingut
Després de la introducció apareix el rei que explica que ha gaudit de tots els plaers de la vida i ha trobat que no tenen cap sentit, ja que la mort els acaba i iguala a tothom. Això evidencia la diferència entre l'home i Déu, que té el poder de no morir i que és l'únic que sap realment allò que és el bé. Cal gaudir del present acceptant-lo com a do diví però amb mesura.

## Anàlisi
Els estudiosos estan dividits sobre si es tracta d'un llibre ple de pessimisme (res no perdura) o optimista (per l'exhortació a gaudir del moment). Aquesta ambigüitat en el missatge ha fet que proliferessin les interpretacions al voltant d'aquest llibre bíblic. El que sí que queda clar és la diferència explícita entre l'home, injust i ple de pecat, i Déu, suma de totes les perfeccions, que porta al narrador a lloar-lo i a instar el seu públic a fer el mateix.
Apareixen diversos tòpics literaris: el carpe diem, vanitas vanitatum i un lament sobre l'edat d'or, on se sabia perfectament quins eren els límits de la conducta. Les seves reflexions estan entre les més citades de la Bíblia, especialment a l'edat mitjana i edat moderna.
El narrador apareix com un conseller empirista, que treu conclusions de la seva pròpia existència i fuig per tant de receptes dogmàtiques o interpretacions unívoques de la vida i la providència divina, car desconfia de la raó humana per poder entendre-la. En aquesta actitud escèptica s'allunya d'altres llibres sapiencials on la il·luminació divina aporta als narradors gran seguretat en les seves conclusions.